# 조이록
조이록(1991년 12월 10일 ~ )은 대한민국의 축구 선수로, 포지션은 공격수이며, 현재 K3리그 창원시청 축구단 소속이다.